# Липовцы (Львовская область)

Церковь Симеона Столпника в селе Липовцы

Ли́повцы (укр. Липівці, пол. Lipowce) — село в Перемышлянской городской общине Львовского района Львовской области Украины.
Население по переписи 2001 года составляло 1087 человек. Занимает площадь 6,36 км². Почтовый индекс — 81230. Телефонный код — 3263.

## Известные уроженцы
- Пантелеимон (Рудык) — епископ Русской православной церкви, архиепископ Эдмонтонский и Канадский Русской православной церкви (1959—1968), в 1946—1959 годах — епископ Русской зарубежной церкви.
- Юлиан Ковальский (1918—1943) — украинский националистический деятель, капитан УПА, первый начальник штаба.